# Schillerfelt
Schillerfelt var en utslocknad svensk adelsätt, med samma ursprung som den  friherrliga ätten Palmstierna.
Enligt äldre traditioner ska släkten tillhöra en medeltida ätt Kula och komma från Norge, samt ha inkommit till Sverige på 1400-talet. Den äldsta belagda förfadern är dock Magnus Petri Nycopensis (död 1614) som undertecknade beslutet från Uppsala möte och var hovpredikant hos kung Erik XIV. Enligt Anrep skulle han ha begagnat samma vapen som Kulaätten. Hans barn antog namnet Schillerus efter hans hemman Schillra där han ska ha bott en tid. Han var gift två gånger. Den första hustrun var dotter till kyrkoherden i Stigtomta socken och Nykyrka socken, Johannes Olai, och i detta äktenskap föddes kyrkoherden Daniel Magni Schillerus som blev stamfader för adelsätten Palmstierna, och hans bror Carolus Magni Schillerus.
Den sistnämnde av dessa var rektor vid katedralskolan i Strängnäs och prost, samt gift med en dotter till Siggo Christophori som enligt Johannes Bureus släkttavlor tillhörde Bureätten, vilket dock inte stämmer, och som är stamfader till adelsätten Falkengren. Deras ene son, Samuel Schillerus gjorde karriär vid hovet och vid utländska beskickningar, och gifte sig med en syster till Nils Burensköld från Bureätten. År 1651 adlades han med namnet Schillerfelt, och introducerades året därefter på nummer 543.
Samuel Schillerfelt fick tre barn, två söner och en dotter. Äldste sonen Jacon var ryttmästare men avled ogift. Dottern Catharina gifte sig med sin syssling Christoffer Falkengren. Yngste sonen Carl var kapten. Såväl Carl som Jacob avled år 1695, och någon av dem slöt ätten på svärdssidan.